# Diocesi di Buslacena
La diocesi di Buslacena (in latino Dioecesis Buslacena) è una sede soppressa e sede titolare della Chiesa cattolica.

## Storia
Buslacena è un'antica sede episcopale della provincia romana dell'Africa.
Di questa diocesi è noto un solo vescovo, Felice, che prese parte al concilio di Cartagine convocato il 1º settembre 256 da san Cipriano per discutere della questione relativa alla validità del battesimo amministrato dagli eretici, e che figura al 63º posto nelle Sententiae episcoporum.
Dal 1989 Buslacena è annoverata tra le sedi vescovili titolari della Chiesa cattolica; dal 17 gennaio 2024 il vescovo titolare è Gustavo Manuel Larrazábal, C.M.F., vescovo ausiliare di San Juan de Cuyo.

## Cronotassi

### Vescovi
- Felice † (menzionato nel 256)

### Vescovi titolari
- Alfredo Víctor Petit Vergel † (16 novembre 1991 - 7 agosto 2021 deceduto)
- Gustavo Manuel Larrazábal, C.M.F. (26 marzo 2022 - 13 dicembre 2023 nominato vescovo di Mar del Plata)
- Gustavo Manuel Larrazábal, C.M.F., dal 17 gennaio 2024 (per la seconda volta)